# Leroy Lansing Janes

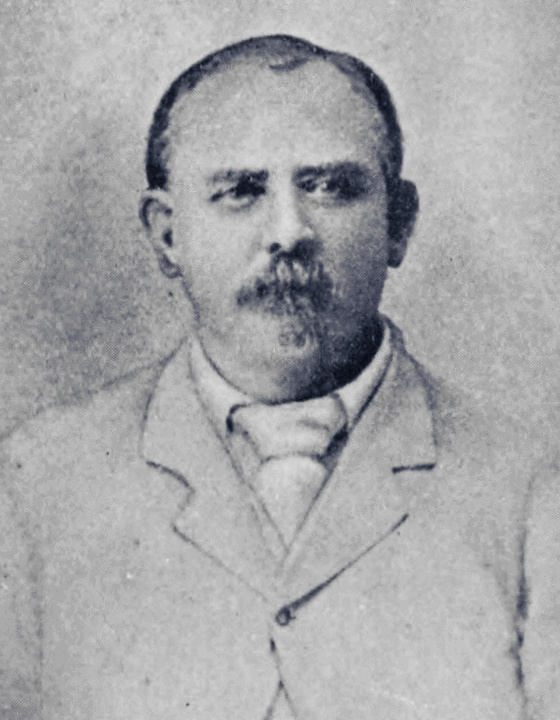
Leroy Lansing Janes

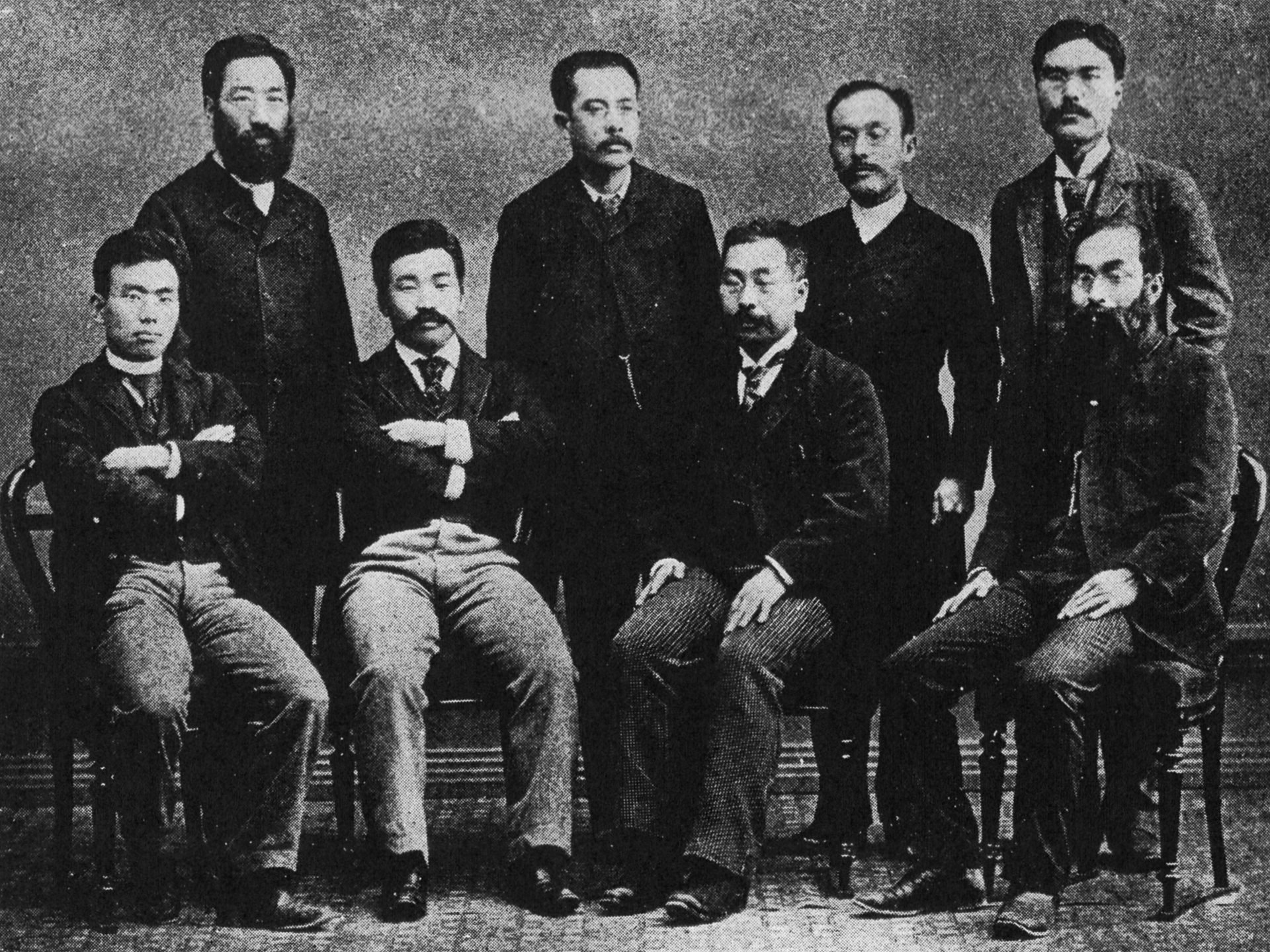
Die „Kumamoto-Clique“

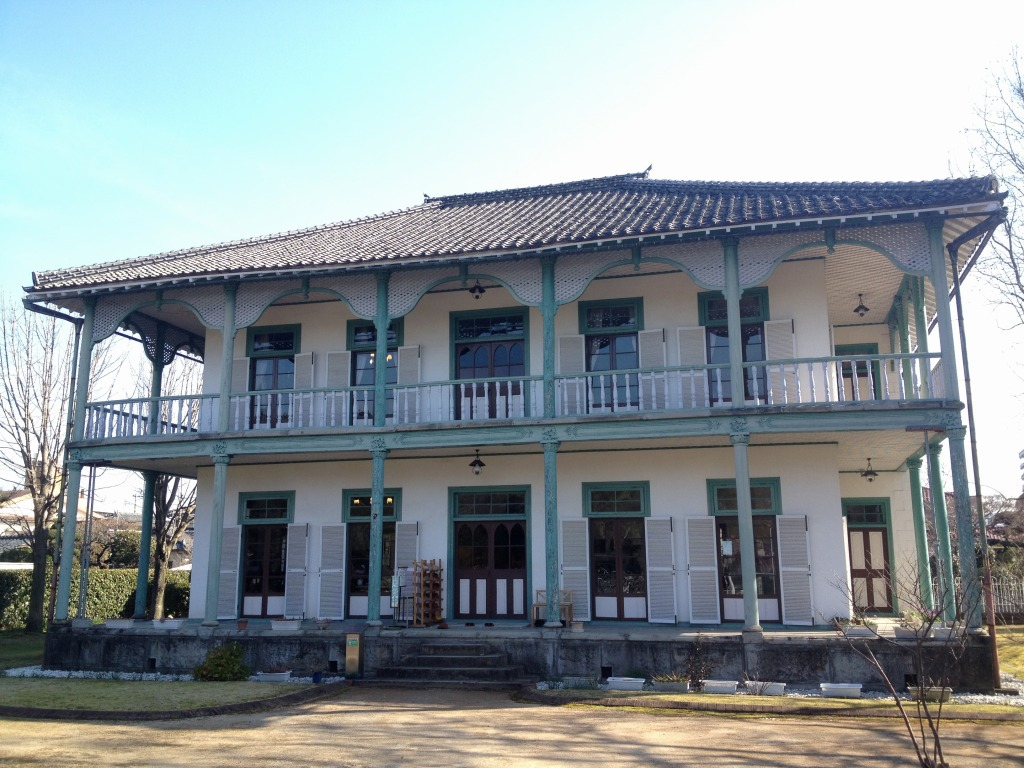
Janes’ Residenz, Kumamoto

Leroy Lansing Janes (geboren 27. März 1838 im Bundesstaat Ohio (USA); gestorben 27. März 1909) war ein US-amerikanischer Pädagoge, der in Japan wirkte. 

## Leben und Werk
Leroy Lansing Janes besuchte die „US Military Academie“ und nahm 1871 eine Einladung an, an der westlich orientierten Schule „Kumamoto yōgakkō“ (熊本洋学校) in Kumamoto zu unterrichten. Er gab Unterricht zu den Fächern Mathematik, Geschichte und Naturwissenschaften, die vollständig auf Englisch abgehalten wurden.
Janes wirkte auch als ein Erzieher auf der moralischen Ebene, wartete aber drei Jahre, bis seine Schüler genug Englisch verstanden, und begann dann erst die Prinzipien des Christentums darzulegen. Ihm kam es dabei darauf an, die Beziehungen zwischen Christentum und der westlichen Wissenschaft aufzuzeigen. Unter Janes Einfluss wurden 35 Schüler so geprägt, dass sie die sogenannte „Kumamoto-Clique“ (熊本バンド, Kumamoto Bando) genannt wurden. Viele von ihnen wurden führende christliche Persönlichkeiten im Bildungswesen und in der Politik, darunter Ebina Danjō, Miyagawa Tsuneteru und Ukita Kazutami.
Konservative Bürger von Kumamoto setzten durch, dass die Schule im August 1876 geschlossen wurde. Die Mitglieder der Kumamoto-Clique wechselten zur Dōshisha-Schule, der Vorgängereinrichtung der heutigen Dōshisha-Universität in Kyōto. Janes ging 1878 in die USA zurück, war dann als O-yatoi gaikokujin von 1893 bis 1899 noch einmal in Japan.